# Thüringer Wald zwischen Kleinschmalkalden und Tambach-Dietharz
Thüringer Wald zwischen Kleinschmalkalden und Tambach-Dietharz este o arie protejată (arie specială de conservare — SAC, sit de importanță comunitară — SCI) din Germania întinsă pe o suprafață de 1.409 ha, integral pe uscat.

## Localizare
Centrul sitului Thüringer Wald zwischen Kleinschmalkalden und Tambach-Dietharz este situat la coordonatele 50°47′47″N 10°33′33″E / 50.7964°N 10.5592°E.

## Înființare
Situl Thüringer Wald zwischen Kleinschmalkalden und Tambach-Dietharz a fost declarat sit de importanță comunitară în septembrie 2000 pentru a proteja 10 specii de animale. Situl a fost protejat și ca arie specială de conservare în iulie 2008.

## Biodiversitate
Situată în ecoregiunea continentală, aria protejată conține 16 habitate naturale: Lacuri eutrofice naturale cu vegetație de tip Magnopotamion sau Hydrocharition, Cursuri de apă de la nivel de câmpie la nivel montan, cu vegetație Ranunculion fluitantis și Callitricho-Batrachion, Pajiști uscate europene, Formațiuni ierboase bogate în specii de Nardus, dezvoltate pe substraturi silicioase în zone montane (și în zone submontane, în Europa continentală), Liziere de ierburi înalte hidrofile de câmpie și de nivel montan până la alpin, Fânețe de joasă altitudine (Alopecurus pratensis, Sanguisorba officinalis), Fânețe montane, Grohotișuri silicioase medio-europene, la altitudine înaltă, Pante stâncoase silicioase cu vegetație casmofită, Roci stâncoase cu vegetație pionieră de Sedo-Scleranthion sau Sedo albi-Veronicion dillenii, Peșteri inaccesibile publicului, Păduri de fag Luzulo-Fagetum, Păduri de fag Asperulo-Fagetum, Păduri pe pante, grohotișuri și ravene de Tilio-Acerion, Păduri aluvionare cu Alnus glutinosa și Fraxinus excelsior (Alno-Padion, Alnion incanae, Salicion albae), Păduri acidofile de Picea de la nivel montan la nivel alpin (Vaccinio-Piceetea).
La baza desemnării sitului se află mai multe specii protejate:
- păsări (7): minunița (Aegolius funereus), fâsă de luncă (Anthus pratensis), buha (Bubo bubo), ciocănitoare neagră (Dryocopus martius), Falco peregrinus peregrinus, becațină comună (Gallinago gallinago), ciuvică (Glaucidium passerinum)
- mamifere (3): liliac cu urechi mari (Myotis bechsteinii), liliac comun (Myotis myotis), liliacul mic cu potcoavă (Rhinolophus hipposideros)

Pe lângă speciile protejate, pe teritoriul sitului au mai fost identificate 19 specii de plante, 3 specii de amfibieni, 10 specii de mamifere, 35 de specii de nevertebrate, 1 specie de pești, 2 specii de reptile.